# Neumühle (Plankenfels)
Neumühle ist ein Gemeindeteil der Gemeinde Plankenfels im Landkreis Bayreuth (Oberfranken, Bayern). Neumühle liegt in der Gemarkung Plankenfels.

## Geografie
Die Einöde Neumühle liegt im zentralen Teil der Fränkischen Schweiz und am oberen Lauf der Wiesent. Die Nachbarorte sind Wadendorf im Norden, Kalkbüsch im Nordosten, Neuwirthshaus im Südosten, Hammer im Süden, Schressendorf im Südwesten und Scherleithen im Nordwesten. Die Einöde ist von dem einen knappen Kilometer entfernten Plankenfels aus über die Staatsstraße 2191 und dann über eine Ortsverbindungsstraße erreichbar, die in Neuwirtshaus von der Staatsstraße abzweigt.

## Geschichte
Neumühle ist seit der mit dem bayerischen Gemeindeedikt von 1818 ein Gemeindeteil der Gemeinde Plankenfels. 1961 hatte Neumühle fünf Einwohner und ein Wohngebäude.